# Domagoj Duvnjak
Domagoj Duvnjak (Đakovo, 1º giugno 1988) è un pallamanista croato, terzino del THW Kiel.

## Palmarès

### Club

#### Competizioni nazionali
- Campionato croato di pallamano maschile: 3

Zagabria: 2006-07, 2007-08, 2008-09
- Coppa di Croazia: 3

Zagabria: 2006-07, 2007-08, 2008-09
- Handball-Bundesliga: 5

Amburgo: 2010-11
Kiel: 2014-15, 2019-20, 2020-21, 2022-23
- Coppa di Germania: 4

Amburgo: 2009-10
Kiel: 2016-17, 2018-19, 2021-22
- Supercoppa di Germania: 8

Amburgo: 2009, 2010
Kiel: 2014, 2015, 2020, 2021, 2022, 2023

#### Competizioni internazionali
- EHF Champions League: 2

Amburgo: 2012-13
Kiel: 2019-20
- EHF Cup: 1

Kiel: 2018-19

### Nazionale
- Giochi olimpici

 Londra 2012.
- Mondiali

 Croazia 2009, Croazia, Danimarca e Norvegia 2025
 Spagna 2013
- Europei

 Norvegia 2008, Austria 2010, Austria, Norvegia e Svezia 2020
 Serbia 2012, Polonia 2016

### Individuale
- Handball-Bundesliga: MVP 2012-13
- Miglior giocatore IHF dell'anno: 2013
- Campionato mondiale maschile di pallamano 2013: miglior centrale
- Campionato europeo maschile di pallamano 2014: miglior centrale
- Campionato mondiale maschile di pallamano 2017: miglior centrale
- Campionato europeo maschile di pallamano 2020: MVP
- Miglior atleta dell'anno (Sportske novosti): 2020